# História de uma Viagem Feita à Terra do Brasil

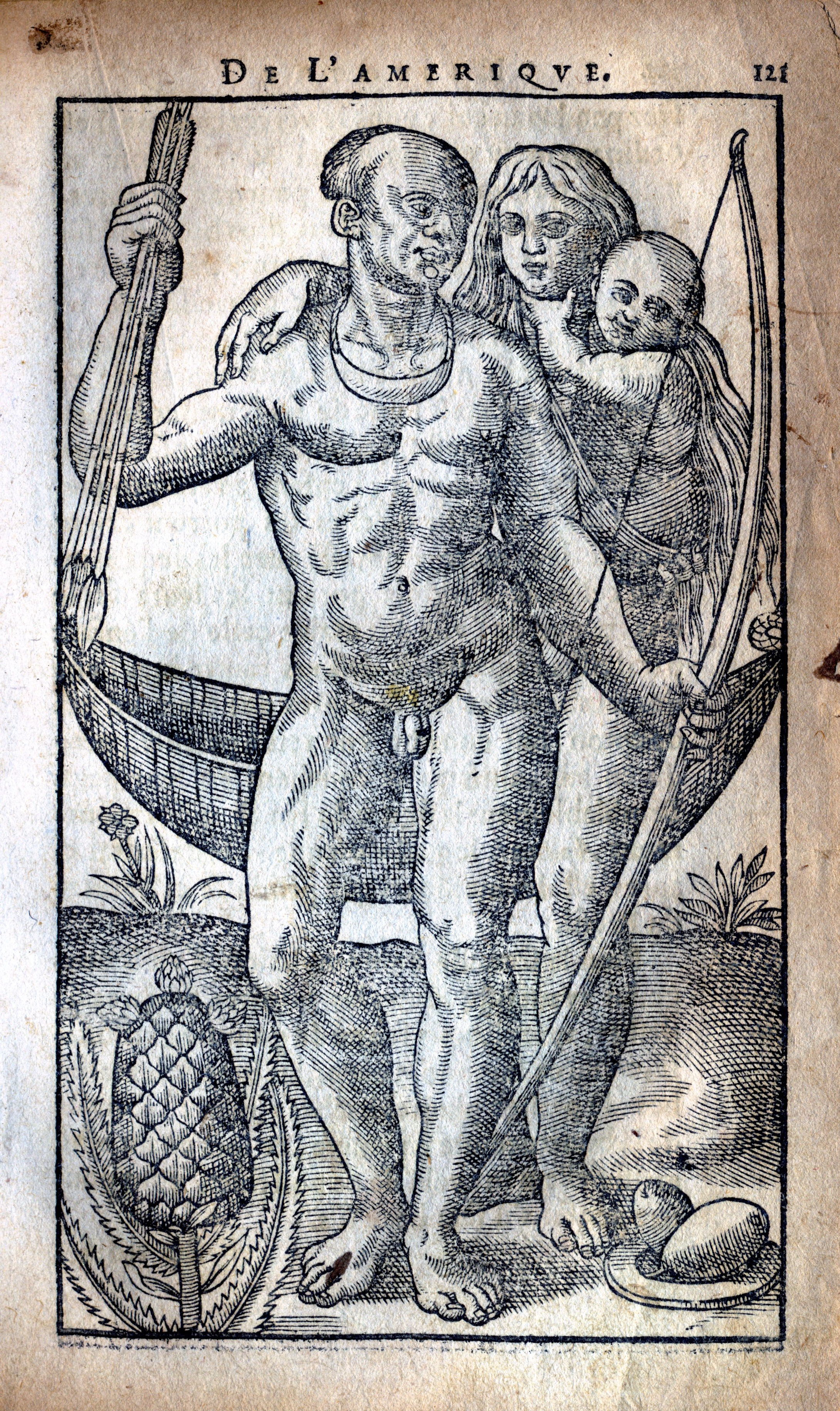
Família de índios do Brasil. Quinta edição da Histoire d'un voyage etc. Genebra 1611

A História de uma Viagem Feita à Terra do Brasil, Também Chamada América, ou ainda Viagem à Terra do Brasil, em algumas traduções, ou Histoire d'un voyage fait en la terre du Brésil, autrement dite Amérique, no original em francês, é um livro clássico escrito por Jean de Léry. Sua primeira edição, de La Rochelle, 1578, foi seguida de uma segunda, de 1580, em que se amplia o número de ilustrações a partir dos seus próprios desenhos, que retratam costumes dos índios, o seu imaginário, e cenas de guerra. Obra fundamental para a compreensão do projeto da criação da França Antártica.
Mais tarde (1592) Theodor de Bry, na sua colecção dos Grands Voyages (Grandes viagens), parte III,  ilustrará parte dessa viagem, tal como a de Hans Staden, particularmente o canibalismo das populações brasileiras.
Não se trata da primeira obra publicada na Europa com ilustrações a retratar o cotidiano das tribo indígenas brasileiras, pois levam-lhe a primazia os livros de Cabeza de Vaca (1555), Hans Staden (1557), e de André Thevet (1558).